# 汤格尔庙
汤格尔庙（又译“汤格哩克庙”），法名寿安寺，蒙古语称“乌力吉阿穆吉楞吐苏木”，藏语名称“喇西得丹陵”，位于今中国内蒙古自治区通辽市科尔沁左翼中旗花吐古拉镇花吐古拉嘎查以北8里处，是一座藏传佛教格鲁派寺院。现已无存。

## 历史
汤格尔庙大约建于1663年至1665年间。《蒙古地志》载，汤格尔庙为科尔沁左翼中旗札萨克之菩提寺。该庙是清朝康熙帝为其舅爷、科尔沁左翼中旗第一代达尔罕亲王达尔罕巴图鲁亲王满珠习礼而兴建的。起初仅有一座三层楼，共81间。后经历代达尔罕亲王与该庙喇嘛集资增修，建成了大佛殿、转经楼等建筑。
1924年，九世班禅应第十二代达尔罕王那木济勒色楞之邀，自西藏到北京，1926年转赴盛京（沈阳）。1927年6月，到达汤格尔庙，在该庙讲经。
汤格尔庙的住持活佛转世三世，前两世的名字已无从查考。第三世即最末一世活佛名叫舍丹旺楚克，满洲国时期圆寂。
汤格尔庙在清朝达到鼎盛时期，当时有喇嘛近千人。清朝末年，有喇嘛200多人。满洲国时期，有喇嘛100多人。1947年，中共政权主导进行土地改革运动时，喇嘛遭到遣散，庙宇被群众拆毁。

## 建筑
汤格尔庙的主要建筑如下：
- 大经殿：
- 曼巴喇仓（医学学塾）、执事办公地：位于大经殿左前方
- 佛殿：位于大经殿右面。
- 钟楼、鼓楼：设在大经殿到垂花门间的甬道两侧。
- 垂花门：门上悬有嘉庆帝赐名的满蒙汉藏四种文字的“寿安寺”匾额。垂花门东西两侧配有小型的供佛室。
- 佛爷府：位于垂花门外后西侧，即呼图克图喇嘛的居所。
- 库房：位于垂花门外后东侧，内藏跳鬼时穿戴的各类服饰。
- 跨院：砖砌围墙大院以东，有一座较大的跨院，是全寺喇嘛每日用餐之处。厨房内置三口大锅，每口锅一次可烹饪一石（500斤）米、一头牛、一口猪做成的肉粥。
- 喇嘛街：寺庙大院外围北端建有汤格尔庙喇嘛街，共分为五纵列。清朝时，其内常住喇嘛500多名。